# Świeszewko
Świeszewko – wieś w Polsce położona w województwie mazowieckim, w powiecie pułtuskim, w gminie Świercze. Ma status sołectwa.
W latach 1975–1998 miejscowość administracyjnie należała do województwa ciechanowskiego.
Według Narodowego Spisu Powszechnego Ludności i Mieszkań z 2011 roku liczba ludności we wsi Świeszewko to 85, z czego 51,8% mieszkańców stanowią kobiety, a 48,2% ludności to mężczyźni. W 2002 roku we wsi Świeszewko było 20 gospodarstw domowych. Wśród nich dominowały gospodarstwa zamieszkałe przez pięć lub więcej osób - takich gospodarstw było 8.